# Акидауана
Акидауана (порт. Aquidauana) — муниципалитет в Бразилии, входит в штат Мату-Гросу-ду-Сул. Составная часть мезорегиона Пантанайс-Сул-Мату-Гроссенсис. Входит в экономико-статистический микрорегион Акидауана. Население составляет 44 904 человека на 2007 год. Занимает площадь 16 958,496 км². Плотность населения — 2,64 чел./км².

## История
Город основан 15 августа 1892 года.

## Статистика
- Валовой внутренний продукт на 2005 год составляет 283 920 000,00 реалов (данные: Бразильский институт географии и статистики).
- Валовой внутренний продукт на душу населения на 2005 год составляет 6171,00 реал (данные: Бразильский институт географии и статистики).
- Индекс развития человеческого потенциала на 2000 год составляет 0,757 (данные: Программа развития ООН).

## География
Климат местности: тропический.